# Perissandria decolor
Perissandria decolor là một loài bướm đêm trong họ Noctuidae.